# William Hicks

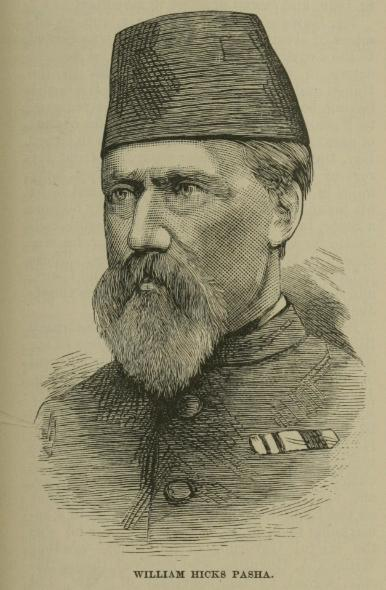
William Hicks in ägyptischer Uniform

William Hicks (* 1830; † November 1883 bei El Obeid im Sudan), auch Hicks Pascha genannt, war ein britischer Offizier und ägyptischer Divisionsgeneral (farik). Er war Befehlshaber der ägyptischen Truppen in der Schlacht von Scheikan.

## Leben
Hicks trat 1849 als Ensign in das Heer der Britischen Ostindien-Kompanie ein. 1857 kämpfte er bei der Niederschlagung des Sepoy-Aufstands. Nach der Auflösung der Armee der Ostindien-Kompanie diente Hicks in der British Indian Army. Mit dieser nahm er 1867/68 an der Expedition nach Äthiopien (damals Abessinien) von Robert Cornelis Napier teil. Dort diente er als Captain im Stab der 2. Brigade. 1880 wurde er zum Colonel befördert.
Im Türkisch-Ägyptischen Sudan brach 1881 der Mahdi-Aufstand aus. Nach der Einnahme El Obeids durch die Mahdisten, im Januar 1883, erkannte die Regierung des Vizekönigs von Ägypten Tawfiq die Gefahr. Da die ägyptische Armee nach dem Urabi-Aufstand aber aufgelöst wurde, mussten einige Soldaten für eine Expedition reaktiviert werden. Diese wurden nahe Kairo versammelt, wo sie ab Herbst 1882 in kleinen Einheiten allmählich nach Khartum (über Suez, Suakin und Berber) abtransportiert wurden. William Hicks, der in ägyptische Dienste getreten war, wurde zum Stabschef dieser Expeditionsstreitkraft ernannt.
Hicks kam am 3. März nach Khartum. Er beabsichtigte die ihm unterstellten Truppen intensiver auszubilden. Aber das Vordringen der Mahdisten ließ ihm keine Zeit. Nach einem Monat der Ausbildung seiner Truppen marschierte er am 29. April mit vier Bataillonen ägyptischer Infanterie, sudanesischer Kavallerie und vier Gatling Maschinengewehren, insgesamt 10.000 Mann ab. Einige Tage später wurde er bei Jabel Ard von 45.000 meist berittenen Arabern angegriffen. Hicks erstritt den ersten Sieg gegen die Mahdisten. Einen Teil seiner Truppen ließ er daraufhin am Weißen Nil stehen, kehrte nach Khartum zurück und organisierte ein neues Expeditionskorps.
Anfang August übertrug man Hicks den Oberbefehl über alle im Sudan stehenden ägyptischen Truppen, mit der Aufgabe eine Expedition nach Kordofan, zur Rückeroberung El-Obeids, durchzuführen. Am 9. September 1883 rückte Hicks mit 14.000 ägyptischen Soldaten den Nil aufwärts bis nach Duem, wo er eine starke Befestigung errichtete, die er von 2.000 Mann bewachen ließ. Von hier aus marschierte er am 27. September süd-westwärts durch die Wüste. Auf dem Vormarsch litt seine Armee unter den ständigen Angriffen der Mahdisten, Wassermangel und Desertion. Am 1. November näherte sie sich von Südwesten der Stadt El Obeid und schlug dort die Vorhuten der Mahdisten. Anschließend teilte Hicks vorübergehend seine Armee. Überraschend wurde er am 3. November von stark überlegenen Kräften bei Melbejs und Kasgil angegriffen. Es gelang ihm zwar, nach schweren Gefechten die Truppenteile am 4. November wieder zu vereinigen, doch war die Armee von den Wasserstellen abgedrängt worden und hatte die gesamte Munition verbraucht. Das gesamte Heer wurde in der Schlacht von Scheikan vernichtet, auch Hicks fand den Tod in der Schlacht.

## Schriften
- Martin William Daly (Hrsg.): The Road to Shaykan: Letters of General William Hicks Pasha written during the Sennar and Kordofan Campaigns, 1883. University of Durham, Centre for Middle Eastern and Islamic Studies, Durham 1893 (Digitalisat bereitgestellt durch Durham University).